# 5-甲苯-1,3-二甲酸
5-甲苯-1,3-二甲酸是一种有机化合物，呈白色晶体，化学式 CH3C6H3(COOH)2。5-甲苯-1,3-二甲酸可由均三甲苯的氧化、丙酮酸和沸腾氢氧化钡溶液的反应或是以酒石酸为原料制备而成。它被用于合成金属配合物。